# 虎山乡
虎山乡，是中华人民共和国江西省赣州市信丰县下辖的一个乡镇级行政单位。

## 行政区划
虎山乡下辖以下地区：
隘高社区、隘高村、中和村、土仔坳村、樟树村、龙州村、小寨村、中心村、虎山村和古城村。鹅叫村